# ماركوس كاسيرس
ماركوس أنطونيو كاسيريس  (بالإسبانية: Marcos Antonio Cáceres)‏ مواليد 5 مايو 1986م هو لاعب كرة قدم في باراغواي يلعب في المنتخب الوطني باراغواي . شارك منتخب بلاده في كوبا أمريكا 2015 المقامة في تشيلي .

## روابط خارجية
- ماركوس كاسيرس على موقع الاتحاد الدولي (مؤرشف)  (الإنجليزية)
- ماركوس كاسيرس على موقع قاعدة بيانات كرة القدم.إي يو (الإنجليزية)
- ماركوس كاسيرس على موقع ناشيونال فوتبول تيمز (الإنجليزية)
- ماركوس كاسيرس على موقع Soccerway.com (الإنجليزية)
- ماركوس كاسيرس على موقع كووورة
- ماركوس كاسيرس على موقع AS.com (الإسبانية)